# Espen-Täubling
Der Espen-Täubling (Russula pelargonia) ist ein Pilz aus der Familie der Täublingsverwandten. Der Täubling riecht nach zerriebenen Geranienblättern (Pelargonium zonale). Meist wächst er unter Espen oder Pappeln. Der Täubling wird auch in Anlehnung an das lateinische Artattribut (Epitheton) Geranien-Täubling oder Pelargonien-Täubling genannt.

## Merkmale

### Makroskopische Merkmale
Der Hut ist 2–5 cm, selten bis 7 cm breit, meist flach ausgebreitet und recht spröde. Der Rand ist gefurcht oder fein gerieft. Die Hutfarben sind sehr variabel, meist dominieren aber violette Töne, die mal mehr nach karminrot, mal mehr nach gräulich tendieren. Die Mitte kann stark oliv-grau entfärbt sein. Grüntöne sind normalerweise seltener, die Varietät citrinovirens ist aber völlig grünlich-gelb gefärbt.
Die Lamellen sind breit oder stumpf und stehen ziemlich entfernt. Sie sind zerbrechlich, jung weißlich, später trüb cremefarben bis leicht gräulich gefärbt. Sie haben einen sehr scharfen Geschmack. Auch das Sporenpulver ist blass cremefarben.
Der Stiel ist etwa 2–6 cm lang und 0,5–1 cm breit. Er ist zylindrisch oder an der Basis leicht verschmälert. Das Stielfleisch ist nachgiebig und wird schnell hohl. Der in der Jugend weiße Stiel wird im Alter oder bei Durchfeuchtung oft ein wenig gräulich.
Das anfangs recht feste Fleisch wird schnell zerbrechlich. Es ist weiß, neigt aber dazu, leicht gräulich zu werden, und hat einen intensiven Geruch nach zerriebenen Geranienblättern. Es schmeckt sehr scharf. Die Guajak-Reaktion ist langsam und schwach positiv. Das Fleisch verfärbt sich dabei erst braun und dann rasch blaugrün. Die Ammoniakreaktion ist negativ.

### Mikroskopische Merkmale
Die eiförmigen Sporen sind 7–9 (10) µm lang  und 6–8,5 (9) µm breit. Sie haben grobe, dornige Warzen, die vereinzelt linienartig oder gratig verbunden sind. Sie sind ziemlich zahlreich, spitzkonisch, 0,75–1 µm hoch und nicht vollständig amyloid. Oft sind sie kettenartig aufgereiht, manchmal über Grate und manchmal über feine Linien verbunden.
Der Apiculus hat die Maße 1,25–1,5 µm × 0,75–1 µm, der Hilarfleck ist unregelmäßig etwa 2,5–3 µm lang und 1,75–2,25 µm breit, manchmal exzentrisch und mehr oder weniger kleinwarzig.
Die Basidien sind 37–45 µm lang und 10–12 µm breit.
Die Zystiden sind 48–72 µm lang und x 7–14 µm breit, häufig appendikuliert, leicht keulig bis zylindrisch und schmal. In Sulfovanillin färben sie sich schwärzlich-grau an.
Die Pileozystiden in der Huthaut sind keulenförmig oder zylindrisch und 1–3-fach septiert. Sie sind 6–10 µm breit und färben sich in Sulfovanillin mehr oder weniger grau an. Ein rötliches Pigment findet sich intrazellular in kleinen Tröpfchen, manchmal mit einigen dunkleren Granula in der Peripherie, das mehr oder weniger stark verfestigt ist. Im Trama und im Hypoderm (unterste Schicht der Huthaut) finden sich zahlreiche Laticiferen.

## Artabgrenzung
Die Arten aus der Violacea-Gruppe der Sektion Violaceinae sind nur sehr schwer voneinander abzugrenzen, da die Arten durch eine Unzahl an Zwischenformen miteinander verbunden sind. Eine halbwegs sichere Bestimmung ist nur mit dem Mikroskop möglich.
- Der Große Silberpappel-Täubling ist größer und derbhütiger und soll Sporen mit mehr netzig verbundenen Warzen haben. Der Täubling wird aber heute nicht mehr als eigenständige Art angesehen, sondern ist Teil des Artenkomplexes R. pelargonia.
- Der Violettgrüne Täubling kommt meist an trockeneren Standorten vor. Er hat Sporen mit spitzstachligen isolierten Warzen. Sein Stiel graut niemals, sondern gilbt oder bräunt mehr oder weniger stark an der Basis.
- Ebenfalls ähnlich ist der Hohlstielige Täubling, der sich durch seine rosa oder rötliche Ammoniakreaktion und die negative Guajakreaktion unterscheidet und außerdem unter Nadelbäumen vorkommt.

Aus der Untersektion Atropurpurinae kann der sehr formenreiche Wechselfarbige Spei-Täubling sehr ähnlich aussehen. Er hat eher weißes Sporenpulver, gezähnte Lamellenscheiden und einen ziemlich typischen Bonbongeruch.
Aus der Sektion Tenelle sind besonders der Vielfarbige Täubling und eventuell die stärker violetthütigen und kleineren Formen des Violettbraunen Täublings recht ähnlich. Beide Arten schmecken mehr oder weniger mild.
- Beim Vielfarbigen Täubling können zumindest junge Exemplare einen schärflichen Geschmack haben. Die Sporen haben sehr niedrige Warzen, die in typischer Weise zickzackartig miteinander verbunden sind. Auch das Sporenpulver ist dunkler, mehr cremeocker gefärbt.
- Der Violettbraune Täubling ist normalerweise viel größer und hat mildes Fleisch. Unter der Lupe sind auf seiner Huthaut rostbraune Flecken erkennbar.[1][2]

## Ökologie
Der Espen-Täubling ist wie alle Täublinge ein Mykorrhizapilz, der hauptsächlich mit Espen oder anderen Pappeln eine Symbiose eingeht. Man findet den Täubling an feuchteren Standorten häufig unter Espen und Weiden.

## Verbreitung

Europäische Länder mit Fundnachweisen des Espen-Täublings.
Legende:
Länder mit Fundmeldungen
Länder ohne Nachweise
keine Daten
außereuropäische Länder

Der Espen-Täubling kommt in Nordamerika (USA) und Europa vor.
In Deutschland ist die Art ziemlich selten.

## Systematik

### Infragenerische Systematik
Der Espen-Täubling wird von M. Bon in die Sektion Violaceinae gestellt. Die Sektion enthält scharf schmeckende, ziemlich zerbrechliche, kleine Arten, die meist ein cremefarbenes Sporenpulver und oft einen sehr charakteristischen Geruch haben.

### Unterarten und Varietäten
- Russula pelargonia var. citrinovirens   Sarnari

Diese Varietät ist fast ähnlich wie die Typart, aber mit einem zitronengelben Hut oder blassgrün entfärbt.

## Bedeutung
Wie alle Täublinge aus der Sektion Violaceinae ist der Espen-Täubling ungenießbar oder schwach giftig.